# Ahn Jung-hwan
Ahn Jung-hwan (en coreano: 안정환; Paju, Gyeonggi, 27 de enero de 1976) es un exfutbolista surcoreano que jugaba como delantero. 
Formado en el fútbol universitario, Ahn Jung-hwan llegó a destacar por la Universidad de Ajou. Su graduación allí, le garantizó ser fichado por el Busan Daewoo Royals, que lo incorporó al primer equipo en 1998. Su rendimiento atrajo la atención del equipo italiano Perugia Calcio, al que se unió en calidad de préstamo hacia junio del 2000.
Fue noticia mundial cuando anotó el gol de oro para Corea del Sur contra Italia en la segunda ronda de la Copa del Mundo 2002, mandando a Corea a los cuartos de final. Esto le trajo hostilidades desde ese país, donde el dueño del Perugia lo despidió. Aquel partido estuvo marcado, además, por el fraude arbitral del árbitro ecuatoriano Byron Moreno.
Su carrera posterior estuvo marcada por altibajos deportivos y sucesivas desvinculaciones por incumplir expectativas. Su último club fue el Dalian Shide de la Superliga China; se retiró en 2012.
Luego de su trayectoria deportiva, inició una carrera mediática, convirtiéndose en comentarista de fútbol y presentador de televisión.

## Biografía

### Primeros años
Nacido en una familia humilde, Ahn Jung-hwan se crio en la pobreza, estando esto marcado por el cuidado de su abuela ante el fallecimiento de su padre.
A pesar de las preocupaciones de su abuela, Ahn se unió al equipo de fútbol de su escuela primaria, atraído por el pan y la leche que le proporcionaban. Allí descubriría su talento en el deporte, comenzando a destacar.

### Fútbol universitario
El rendimiento de Ahn en su escuela le atrajo distintas ofertas de parte de universidades, incluyendo aquellas prestigiosas de su país como la Universidad de Yonsei o la Universidad de Corea. Sin embargo, Ahn finalmente eligió la Universidad de Ajou debido a su vínculo institucional con el Busan Daewoo Royals –actual «Busan IPark»–.
Su contrato con dicha casa de estudios incluyó una buena remuneración y una selección garantizada por parte del equipo profesional de Busan, consumado una vez que se graduó. Asimismo, la universidad aceptó la condición de Ahn de aceptar a todo su equipo de la escuela secundaria, factor que consolidando su decisión.
La presencia de Ahn en la Universidad de Ajou significó campañas de júbilo para el equipo. Un momento legendario tuvo lugar durante la final de la Liga Universitaria de Fútbol de Otoño de 1997 contra la Universidad de Hongik.
En aquel encuentro, Ahn, que regresaba de un intercambio en Italia, llegó directamente del aeropuerto al partido durante el segundo tiempo, cuando la Universidad de Ajou perdía 2–1. A pesar del agotamiento por el largo viaje, Ahn marcó dos goles y dio una asistencia, guiando a la Universidad de Ajou hacia una dramática victoria.
Su desempeño sobresalió alrededor de sus años universitarios, lo que tras graduarse aseguró su paso al Busan Daewoo Royals, donde rápidamente saltó a la fama nacional al convertirse en uno de los mejores once de la K-League en su año de debut (1999).

## Carrera deportiva

### Busan Daewoo Royals
En su primera temporada de liga (1998), Ahn jugó 17 partidos y anotó 5 goles, mientras que en la copa jugó 16 partidos y convirtió 8 goles. Esta cantidad de tantos en la copa, lo dejaron a solo tres del máximo goleador, Kim Hyun-Seok (11), del Ulsan Hyundai Horang-i.
Al año entrante, Ahn jugó 24 partidos y convirtió 14 goles por la liga coreana, anotando a su vez 7 goles en 10 partidos por la copa. En este certamen, el Busan fue vicecampeón ante el Suwon Samsung Bluewings. Pese al traspié, Ahn recibió el título como el futbolista del año en Corea del Sur.
Estos pergaminos le permitieron a Ahn ser cedido al Perugia Calcio de la Serie A Italiana.

### Perugia Calcio
Tras concretarse su préstamo al Perugia, Ahn se convirtió en el primer futbolista surcoreano en jugar en la Serie A de Italia. Pese a ello, el coreano tuvo dificultades para integrarse, lo que se tornó aun más complejo con comentarios racistas de Marco Materazzi, compañero de equipo. La esposa de Ahn, otrora Miss Corea, dijo en un programa televisivo que su marido estuvo tan intimidado que dejó de comer comida coreana con ajo.
Las cifras de Ahn en el Calcio no fueron favorables, pues apenas anotó 5 goles en dos temporadas. En la temporada 2000–01 anotó 4 goles en 15 partidos, mientras que, en la 2001–02, empeoró su rendimiento al concretar solo 1 gol en 15 partidos.
Su etapa en el Perugia estuvo marcada por su actuación en la Copa Mundial de Fútbol de 2002, donde marcó un crucial gol de oro contra la Italia, que condujo a su eliminación tras los fallos arbitrarles de Byron Moreno, el cual incluyó un claro penal no cobrado a Francesco Totti. Al día siguiente, el propietario del Perugia, Luciano Gaucci, rescindió abruptamente el contrato de Ahn, alegando el gol del coreano como motivo y haciendo comentarios xenófobos sobre Ahn y la nación coreana. Esta decisión fue ampliamente condenada como discriminatoria y desató una protesta mundial.
Gaucci se retractó posteriormente de su decisión y aprobó una opción para fichar de manera indefinida a Ahn, quien tuvo una disputa legal con el club tras rechazar la oferta. Tras la intervención de la FIFA, el surcoreano tuvo que pagar una indemnización al Perugia, lo que pudo hacer gracias a la ayuda de una empresa de entretención japonesa.

### Japón y Europa
Su vínculo con empresas de Japón permitieron que fichara por el Shimizu S-Pulse de la J. League, el cual compró su pase aun perteneciente al Busan Daewoo Royals, ahora llamado Busan I'Park. Pese a ello, Ahn buscó ser transferido a otro equipo europeo, lo que no ocurrió. De ese modo, Ahn jugó en el país nipón por tres años, desde mediados de 2002 hasta junio de 2005.

Tras una mala temporada 2002, con 3 goles en 10 partidos, en la temporada anual de 2003 anotó 19 goles en 39 partidos. Eso selló su traspaso al Yokohama F. Marinos el año 2004. En dicha temporada se consagró campeón, y marcó 14 en igual cantidad de encuentros en 2003.

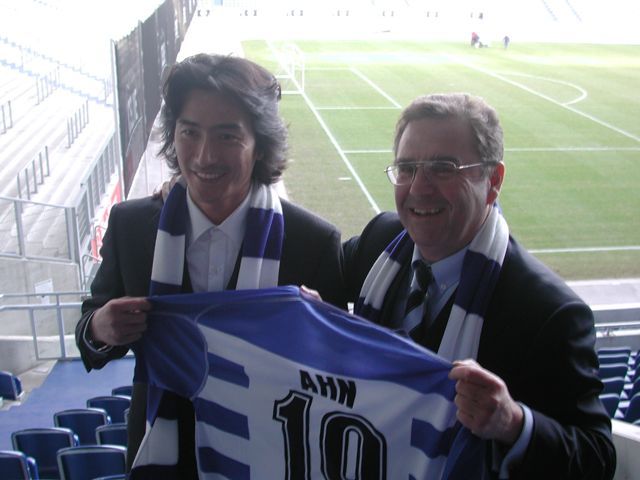
Ahn en el Duisburgo en febrero de 2006.

Después de un exitoso paso por Japón, Ahn nuevamente tuvo una oportunidad de ir a Europa y fue transferido al FC Metz de la Ligue 1 francesa en julio de 2005. Pese a ello, no logró destacar al solo anotar 2 goles en 15 partidos durante la temporada 2005–06. Uno de ellos fue en contra del Paris Saint-Germain en el Parc des Princes. Allí anotó el único gol de su equipo en la derrota por 4–1 en contra del PSG. Su segundo gol fue a su decimoprimero partido, un empate 1–1 contra el FC Sochaux.
El, otra vez, insuficiente rendimiento de Ahn significó su desvinculación del Metz a mediados de temporada, quedando como agente libre en enero de 2006. Sin embargo, un mes más tarde fue transferido al MSV Duisburgo de la Bundesliga alemana, pese a un breve periodo de entrenamientos con el Blackburn Rovers de la Premier League británica.
Su debut en Alemania fue contra el VfB Stuttgart entrando desde la banca en el minuto 86'. Meses más tarde, el 3 de mayo de 2006, anotó su primer gol contra el Werder Bremen (40') en una derrota del Duisburg por 5–3. El 6 de mayo, Ahn realizó un segundo gol consecutivo en una victoria de 2–0 ante el Arminia Bielefeld. No obstante, todo esto sería insuficiente, ya que el Duisburgo perdió la categoría al salir último en la tabla de posiciones.
Tras disputar la Copa Mundial de Fútbol de 2006 en la misma Alemania, Ahn fue desvinculado con el Duisburgo y estuvo sin equipo por 4 meses.

### Regreso a Corea y retiro

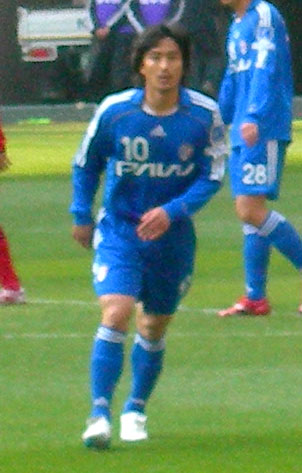
Ahn jugado por el Suwon Bluewings en un partido contra el Seoul en abril de 2007.

Ahn puso fin a su inactividad al fichar por el Suwon Bluewings en enero de 2007. Con ese equipo, Ahn firmó un contrato de 1 año y le fue asignado el dorsal 10.
El 14 de marzo de 2007, tuvo un completo debut por un partido de copa al asestarle un triplete al Daejeon Citizen, que perdió por 4–0 ante el Suwon. Como de costumbre, Ahn tuvo un mejor desempeño en copa de liga que por esta última, pues en el primer certamen consiguió anotar 5 goles en 10 partidos. Pese a ese desempeño, Ahn jugó 15 partidos sin anotar goles. 
Por otra parte, el Suwon quedó eliminado por el Pohang Steelers en semifinales de los playoffs de la K League 2007. Tras sus magros números y el fracaso deportivo del equipo, la dirigencia del Suwon decidió no renovar el contrato de Ahn.
En 2008, Ahn retornó al equipo de Busan donde se formó futbolísticamente, ahora llamado Busan I'Park. En esta escuadra tuvo un desempeño apenas mejor anotando 3 goles en 19 partidos. Estos tantos acaecieron tardíamente al concretarse tanto en septiembre –durante un empate 2–2 ante el Incheon United– como el 29 de octubre, donde le anotó un doblete al Jeju United FC, en una victoria por 3–0. 
Aquel fue su último partido por el club. Más tarde, en diciembre de 2008, volvió a ser desvinculado de una institución.
En marzo de 2009, Ahn firmó un contrato de tres meses con el Dalian Shide de la Superliga China, tras fallidas gestiones por jugar en la Major League Soccer, de Estados Unidos, o por el Sydney FC de la A-League australiana. En el Dalian, hizo 6 goles en 26 partidos de liga (2009). 
Su relativo repunte se tradujo en una cifra de 18 goles en 65 partidos, más una oferta del Oita Trinita que Ahn rechazó.
El 31 de enero de 2012, Ahn Jung-hwan anunció su retiro del fútbol profesional, después de 14 años de carrera deportiva. Sus razones declaradas fueron su edad y el querer pasar más tiempo con su familia, expuesta a sacrificios de traslado y tiempo.

## Selección nacional
Ahn Jung-hwan debutó por la Selección Nacional el 23 de abril de 1997, en un partido amistoso contra la selección de fútbol de China. 
La primera Copa Internacional de Ahn fue una Copa de Oro de la Concacaf en el año 2000, en la cual Corea fue eliminada en primera fase. En 2002 fue citado por el entrenador holandés, Guus Hiddink, para disputar la Copa Mundial de Fútbol de 2002 con la selección surcoreana.

### Mundial Corea-Japón 2002
El 4 de junio de 2002, Ahn hizo su debut por copas del mundo ante Polonia, en el primer partido que Corea disputó de su Grupo D. Al siguiente partido, Ahn anotó su primer gol (78') por este certamen en un duelo contra los Estados Unidos que terminó con un empate 1–1. 
Después de haber anotado el gol, él realizó una celebración junto con sus compañeros imitando los movimientos de su compatriota, Kim Dong-sung, quien fue descalificado de la final de patinaje de los Juegos Olímpicos de Invierno de 2002 por obstruir al su contendor, Apolo Anton Ohno, precisamente estadounidense.
La posterior victoria de Corea frente a Portugal (1–0) implicó el paso de la selección asiática a octavos de final, donde tuvieron que medirse ante Italia en el Estadio Asiad de Busán, ciudad que lo vio nacer deportivamente. Al comienzo de ese partido, que los coreanos ganaron por 2–1, Ahn erró un penal al minuto 12', el cual fue atajado por Gianluigi Buffon. Luego de esto, Italia se puso en ventaja con gol de Christian Vieri (18'), lo que fue empatado al final del segundo tiempo por Seol Ki-hyeon (88'), delantero. 
Ya en los alargues, Francesco Totti, quien ya tenía tarjeta amarilla, fue expulsado (105') tras una nueva tarjeta por reclamar una evidente falta penal. De ese modo, la frustración italiana fue una debilidad aprovechada por los surcoreanos, quienes al minuto 119' se orquestaron eficazmente al lograr que un centro de Lee Young-Pyo fuese recibido con un cabezazo goleador de Ahn, quien superó por aire a Paolo Maldini, de mayor altura (1,86). Su anotación operó bajo el formato de «gol de oro», es decir, «último gol gana todo». Las pasiones desatadas por estos hechos implicaron toda la hostilidad italiana hacia Ahn, quien resolvió irse del Perugia.
Tras haberle ganado a Italia, Corea se tuvo que enfrentar a España en cuartos de final, instancia que tampoco estuvo exenta de fallos arbitrales como los ocurridos con Italia. Allí, Ahn jugó todo el partido, el que otra vez terminó en alargue. No obstante, esta vez Corea se fue a penales luego de empatar sin goles.  
En la tanda, Ahn esta vez no falló y convirtió tras los doce pasos en un penal casi definitorio, colocando el 4–3 en el marcador. El posterior yerro de Joaquín, más el gol surcoreano, clasificaron a la escuadra a semifinales de un Mundial por primera vez en su historia. Sin embargo, esta algarabía no se prolongó, ya que Alemania los venció por 1–0 con gol de Michael Ballack (75'). Aquí Ahn entró al minuto 54' por Hwang Sun-hong. 
El partido por el tercer puesto fue contra Turquía, quienes vencieron 3–2 a Corea del Sur, que finalizó cuarta.

### Años posteriores
El año 2006, Ahn fue nominado a la Copa Mundial de Fútbol en Alemania. Allí hizo su debut contra Togo en el Commerzbank-Arena, donde anotó el gol de la victoria (2–1) al minuto 72'. Con esto, Ahn fue el primer jugador surcoreano en lograr hacer tres goles en dos copas mundiales distintas.
Después del Mundial de 2006, el nuevo entrenador de Corea, Pim Verbeek, anunció la escuadra de 23 hombres para la Copa Asiática 2007, donde Ahn no estuvo contemplado por su bajo rendimiento. Su relativo repunte en China le permitió volver a ser nominado a su selección para un partido contra Jordania por las clasificatorias rumbo a Sudáfrica 2010.
Para la Copa Mundial, Ahn fue nominado. No obstante, solo jugó los partidos preparatorios contra España y contra Bielorrusia, sin disputar encuentro alguno por el certamen mundial.

### Participaciones internacionales
| Copa                            | Sede                 | Resultado        |
| ------------------------------- | -------------------- | ---------------- |
| Copa de Oro de la Concacaf 2000 | Estados Unidos       | Primera Fase     |
| Copa Mundial de Fútbol de 2002  | Corea del Sur- Japón | Cuarto lugar     |
| Copa Asiática 2004              | China                | Cuartos de final |
| Copa Mundial de Fútbol de 2006  | Alemania             | Primera fase     |
| Copa Mundial de Fútbol de 2010  | Sudáfrica            | Octavos de final |

## Estadísticas

### Clubes
| Club                  | País          | Año       | Partidos | Goles |
| --------------------- | ------------- | --------- | -------- | ----- |
| Busan Daewoo Royals   | Corea del Sur | 1998–2002 | 54       | 27    |
| Perugia Calcio        | Italia        | 2000–2002 | 30       | 5     |
| Shimizu S-Pulse       | Japón         | 2002–2003 | 38       | 14    |
| Yokohama F. Marinos   | Japón         | 2004–2005 | 34       | 16    |
| Football Club de Metz | Francia       | 2005–2006 | 16       | 2     |
| MSV Duisburgo         | Alemania      | 2006      | 12       | 2     |
| Suwon Bluewings       | Corea del Sur | 2007      | 15       | 0     |
| Busan I'Park          | Corea del Sur | 2008      | 19       | 3     |
| Dalian Shide          | China         | 2009–2011 | 65       | 18    |

### Selección Nacional
| Selección     | PJ | Goles | Periodo   |
| ------------- | -- | ----- | --------- |
| Corea del Sur | 71 | 17    | 1997–2010 |

## Palmarés

### Clubes
| Título    | Club                | País  | Año  |
| --------- | ------------------- | ----- | ---- |
| J. League | Yokohama F. Marinos | Japón | 2004 |

### Distinciones individuales
| Título                              | Año  |
| ----------------------------------- | ---- |
| Equipo Ideal de la K. League        | 1998 |
| Futbolista del año en Corea del Sur | 1999 |
| Equipo Ideal de la K. League        | 1999 |

## Filmografía

### Aparición en programas de televisión
| Año  | Programa                       | Notas                          |
| ---- | ------------------------------ | ------------------------------ |
| 2013 | Law of the Jungle in Himalayas | Ep. # 61-70 - parte del elenco |

## Premios y nominaciones
| Año  | Categoría                 | Premio                  | Trabajo | Resultado |        |
| ---- | ------------------------- | ----------------------- | ------- | --------- | ------ |
| 2021 | Top Excellence in Variety | MBC Entertainment Award | -       | Ganó      | [ 14 ] |